# Hermógenes de Tarso
Hermógenes de Tarso (c. 160 - c. 225) fue un orador y preceptista retórico griego.
Hermógenes fue en su momento la figura más destacada en la enseñanza de la Retórica; era ya un extraordinario orador a los quince años, y escribió a los diecisiete Sobre situaciones (Perì stáseôn), esto es, las que se platean al orador, continuando la línea iniciada por Hermágoras de Temnos en el siglo II a. C. Un extracto de tal obra es Sobre la invención (Perì heuréseôs), ordenada según las partes del discurso. A los veintitrés años redactó Sobre formas de estilo (Perì ideón), del que compondría su último trabajo, Sobre la vehemencia del método (Perì methódou deinótêtos). Fue asimismo autor de unos Ejercicios preparatorios. Toda su producción literaria recibió el título colectivo de Arte (Téchnê). Hermógenes era un buen conocedor de los comentarios retóricos a Demóstenes y estaba convencido de que todo el estudio de retórica ha de basarse sobre el análisis de los escritos demosténicos. Su obra mereció varios comentarios ya desde el siglo III d. C. y disfrutó de calurosa acogida y gran predicamento durante el renacimiento bizantino.

## Obra
- Hermógenes de Tarso (1993). Sobre las formas de estilo. Intr., trad. y notas de C. Ruiz Montero. Rev.: J. M.ª Rodríguez Jiménez. Madrid: Editorial Gredos. ISBN 9788424916268.
- Teón / Hermógenes / Aftonio (1991). Ejercicios de retórica. Intr., trad. y notas de M.ª D. Reche Martínez. Rev.: F. Hernández Muñoz. Madrid: Editorial Gredos. ISBN 9788424914691.